# Rippajaure
Rippajaure är en sjö i Gällivare kommun i Lappland och ingår i Luleälvens huvudavrinningsområde. Sjön har en area på 0,972 kvadratkilometer och ligger 450 meter över havet. Sjön avvattnas av vattendraget Rippajåkkå.

## Delavrinningsområde
Rippajaure ingår i det delavrinningsområde (745260-167822) som SMHI kallar för Utloppet av Rippajaure. Medelhöjden är 454 meter över havet och ytan är 4,4 kvadratkilometer. Räknas de 4 avrinningsområdena uppströms in blir den ackumulerade arean 18,92 kvadratkilometer. Rippajåkkå som avvattnar avrinningsområdet har biflödesordning 3, vilket innebär att vattnet flödar genom totalt 3 vattendrag innan det når havet efter 238 kilometer. Avrinningsområdet består mestadels av skog (42 procent) och sankmarker (35 procent). Avrinningsområdet har 1,02 kvadratkilometer vattenytor vilket ger det en sjöprocent på 23,2 procent.